# Мечеть Айшекадин
Мече́ть Айшекади́н (тур. Ayşekadın Camii) — мечеть у районі Айше Кадин міста Едірне, Туреччина. Район Айшекадин є одним з найвідоміших в Едірне та названий на честь Айше Хатун, дочки Мехмеда Челебі (Султана Мехмеда I).

## Історія
Мечеть збудувала Айше Хатун, дочка Мехмеда I, у 1468 році. Айше Хатун також виділила кошти на будівництво багатьох крамниць та лазень. Хоча в самій мечеті немає записів про майстра-будівельника, на одній з інформаційних табличок, підготовленій Управлінням фондів, зазначено, що мечеть була збудована у XIV столітті благодійною особою на ім'я Айше Кадин; однак історично прийнятою датою спорудження є 1468 рік, а засновницею вважається саме Айше Хатун.
Кра́ни для обмивання поруч із мечеттю були збудовані Хаджі Муслі у 1647 році, приблизно через 80 років після відкриття самої мечеті. Баді Ефенді повідомляв, що її купол та мінарет були зруйновані під час сильного землетрусу в Едірне в липні 1752 року, а мінарет знову постраждав у 1889 році від удару блискавки.

## Архітектура та оздоблення
Мечеть Айшекадин повністю збудована з тесаного каменю і вирізняється високою якістю виконання робіт. Споруда має квадратний план та увінчана одним куполом. Харим (молитовна зала) перекритий куполом, в якому привертають увагу різьблені тромпи. Існує думка, що восьмигранний барабан купола дещо суперечить класичним архітектурним ідеям та може псувати загальний вигляд мечеті. Дах притвору (вхідної частини) помітно нахилений уперед.
Майстер, який будував мечеть, прикрасив купол різноманітними орнаментами з натуральних трав та яєчною білою фарбою. Дерев'яні елементи будівлі та мінбар виконані з тонким різьбленням. За деякими даними, у мечеті зберігся 2,5-метровий дерев'яний годинник, виготовлений близько 450 років тому, який і досі працює.

## Реставрації
Найважливіша реставрація мечеті відбулася після руйнівного землетрусу 1752 року. За деякими джерелами, перша значна реставрація мечеті, яка до того не ремонтувалася з моменту заснування, була проведена Ізмірським регіональним управлінням фондів.